# Саксапаго (Північна Кароліна)
Саксапаго (англ. Saxapahaw) — переписна місцевість (CDP) в США, в окрузі Аламанс штату Північна Кароліна. Населення — 1671 особа (2020).

## Географія
Саксапаго розташоване за координатами 35°57′29″ пн. ш. 79°19′8″ зх. д. / 35.95806° пн. ш. 79.31889° зх. д. (35.958059, -79.318945).  За даними Бюро перепису населення США в 2010 році переписна місцевість мала площу 14,29 км², з яких 13,43 км² — суходіл та 0,86 км² — водойми.

## Демографія
Згідно з переписом 2010 року, у переписній місцевості мешкало 1648 осіб у 691 домогосподарстві у складі 449 родин. Густота населення становила 115 осіб/км².  Було 743 помешкання (52/км²).
Расовий склад населення:
| - 78,7 % — білих - 11,7 % — чорних або афроамериканців - 0,5 % — корінних американців - 0,1 % — азіатів - 7,1 % — осіб інших рас |

До двох чи більше рас належало 1,9 %. Частка іспаномовних становила 13,3 % від усіх жителів.
За віковим діапазоном населення розподілялося таким чином: 22,0 % — особи молодші 18 років, 67,7 % — особи у віці 18—64 років, 10,3 % — особи у віці 65 років та старші. Медіана віку мешканця становила 36,6 року. На 100 осіб жіночої статі у переписній місцевості припадало 98,3 чоловіків;  на 100 жінок у віці від 18 років та старших — 95,9 чоловіків також старших 18 років.
Середній дохід на одне домашнє господарство  становив 54 759 доларів США (медіана — 55 206), а середній дохід на одну сім'ю — 53 775 доларів (медіана — 53 690). За межею бідності перебувало 4,1 % осіб, у тому числі 9,2 % дітей у віці до 18 років та 0,0 % осіб у віці 65 років та старших.
Цивільне працевлаштоване населення становило 687 осіб. Основні галузі зайнятості: освіта, охорона здоров'я та соціальна допомога — 25,8 %, виробництво — 19,4 %, будівництво — 14,8 %, науковці, спеціалісти, менеджери — 12,7 %.